# 貝瑞塔Pico半自動手槍
貝瑞塔Pico（英語：Beretta Pico）是一款由意大利槍械製造商貝瑞塔所研製和生產的擊針擊發式袖珍型半自動手槍，發射.380 ACP（.380自動手槍子彈，9×17米白朗寧短彈）口徑手枪子彈。
該槍是為了隱蔽攜帶而研製，它的重量輕便，體積細小，非常適合隱蔽。Pico是專為民用槍械的商業市場而研製，而不是於軍事用途上使用。

## 設計細節

### 規格
貝瑞塔Pico發射.380 ACP手枪子彈，這種子彈比9×19毫米魯格彈更小，並保持該槍的重量和尺寸至最小。.380 ACP一直被視為“並不適合提供適當的實穿力的戰鬥”，但卻“被認為適合於自衛的情況以下使用；因此，它一直是隱蔽攜帶手槍的一個可行選擇”。這種子彈不會產生過大的後座力，並將貝瑞塔Pico保持在一個高度可控性。
貝瑞塔Pico的尺寸為長129.54毫米（5.1英吋，僅比iPhone 4智能手机稍長；而最新的iPhone 6的長度更已經超過該款手槍）、寬18毫米（0.725英吋，相當於普通人拇指的寬度）、高100毫米（3.94英吋）；槍管長度為70毫米（2.76英吋），手槍空槍重量為326.02克（11.5盎司，0.72磅），可說是非常輕巧。貝瑞塔Pico是槍管短行程後座作用自動方式及純雙動操作扳機（DAO）手槍。它的底把是由聚合物所製造，最大限度地減少重量，並且提供一個舒適的握持感。套筒的大部份由不鏽鋼製成。貝瑞塔Pico亦被設計為“無鉚釘”的設計以確保從槍套平穩快速地抽出。貝瑞塔Pico的可拆卸式彈匣容量為6發；膛室內亦可裝填一發。

### 套筒組件
銀色套筒和黑色套筒座的組合使貝瑞塔Pico非常亮眼。其套筒並不是有棱有角的外形，而是略顯圓潤。準星和照門通過燕尾槽固定在套筒前、後部，照門可以左右調整。準星和照門後部裝有氚光管，既方便近距離迅速瞄準，也能在光線比較弱的條件下進行瞄準。套筒的後方左右兩側設有防滑紋，套筒右側防滑紋上方設有一個很長的外露式抽殼鉤。套筒兩側都刻有貝瑞塔公司的銘文，並且有美國製造的字樣。

### 槍管組件
槍管為銀色，所以槍管外露部分和套筒顏色統一，色調協調美觀。槍管下方的複進簧導桿上設有兩根套在一起的複進簧，這種設計可以有效降低後座力，並保證了機構動作的可靠性。

### 套筒座組件
黑色的聚合物套筒座具有非常優秀的人機工效，表面不光滑，並且在握持的部分設有更粗糙的防滑紋，在拇指和食指的位置也設有凹槽，這些設計都為了方便握持。扳機系統為模塊化設計，可以整體從槍上取下，方便清潔，扳機組件上刻有槍號。貝瑞塔Pico採用純雙動操作（DAO）方式扳機，扳機行程較長，保證了該槍不會因為掉落而走火，起到一定的保險作用，可算是一個防止意外發火的額外保險措施。扳機護環是全尺寸類型，方便射手扣動扳機。彈匣卡筍設在扳機護環下方，這個設計位置十分獨特，射手雙手都可以方便操作。擊鎚採用內藏式設計，不外露於套筒，確保射手把手槍放入口袋的安全性。套筒座左側設有無彈後定，但沒有手動保險。握把處刻有槍名“PICO”字樣和貝瑞塔商標。

### 功能
貝瑞塔Pico具有一些兩手非常靈巧的特徵，例如彈匣釋放按鈕。該手槍被設計為拆卸簡單，只需要轉動一顆螺絲即可。貝瑞塔Pico的機械瞄具也都是很容易拆卸和更換，只需要1.5毫米的六角扳手即可。

## 附件

### 彈匣
非常精緻的不鏽鋼製彈匣共有兩款，分別是普通型和延長彈匣，延長彈匣只是在底部加長了一段底座，並沒有增加容彈量，而是為了方便手形大的使用者也能輕鬆握持。

### 原廠槍包
貝瑞塔公司隨槍附帶一個黑色尼龍槍包。這個槍包大小如同錢包，很容易放入衣服口袋中攜行。槍包上具有貝瑞塔公司的商標和“PICO”槍名。打開槍包以後，左右兩側各具有一個袋子。右側較大的袋子用以收納手槍，左側較小的袋子則收納彈匣。此外，很多槍套廠商也已經研製了給貝瑞塔Pico使用的槍套。

### 各種不同版本
貝瑞塔Pico除了銀黑搭配的款式外，為了進軍女性自衛手槍市場，聚合物底把具有多個不同的顏色可供選擇，例如公司推出了白色、紫色、沙漠色等不同套筒座顏色的版本。

### 戰術附件
貝瑞塔還推出了帶有一體式雷射瞄準器或是戰術燈的型號，以滿足不同用戶的需求。

## 使用
貝瑞塔Pico的主要用途是用作自衛武器。它是一款設計為用於隱藏並且在日常活動中儘量保持不顯眼的緊湊型手槍。

## 資料來源
1. 1 2 3 4 5  Beretta.com: Pico http://www.beretta.com/en-us/pico/#Main

- （英文）—Beretta Pico （页面存档备份，存于）

## 外部連結
- （英文）—貝瑞塔官方網站Pico （页面存档备份，存于）
- （英文）—貝瑞塔官方網站Pico Upgrade
- （英文）—The Firearm Blog.com—
  - Beretta Pico .380 ACP Subcompact Pistol （页面存档备份，存于）
  - 2014 SHOT Show, A recap of what I saw （页面存档备份，存于）
  - Beretta Now Shipping the Pico （页面存档备份，存于）
  - Updated Beretta Pico （页面存档备份，存于）
- （英文）—The Truth About Guns.com—
  - New from Beretta: Pico .380 Pocket Pistol （页面存档备份，存于）
  - Gun Review: Beretta Pico （页面存档备份，存于）
  - Beretta Pico Update （页面存档备份，存于）
  - Six Pocket Guns to Avoid Like the Plague （页面存档备份，存于）
- （英文）—Guns & Ammo.com—
  - Beretta Pico Review
  - Beretta Pico .380 Gets Upgraded （页面存档备份，存于）
- （英文）—Guns Holsters and Gear－Beretta Pico （页面存档备份，存于）
- （英文）—Tactical-Life.com—
  - Top Guns Of Combat Handguns For 2013 （页面存档备份，存于）
  - Beretta PICO .380 ACP Pistol （页面存档备份，存于）
  - Gun Review: The Deep-Cover Beretta Pico （页面存档备份，存于）
- （英文）—Personal Defense World.com—
  - BERETTA PICO .380 （页面存档备份，存于）
  - Beretta PX4 Storm Subcompact, BU9 Nano & Pico （页面存档备份，存于）
  - 13 .380 Pocket Pistols For Personal Protection （页面存档备份，存于）
  - 17 New Pistols For Self-Defense & Competition （页面存档备份，存于）
  - 21 of the Best Pocket Pistols Currently Available （页面存档备份，存于）
  - 15 Autopistols From the GUN BUYER’S ANNUAL 2016 Buyer’s Guide （页面存档备份，存于）
  - The Next-Gen Beretta Pico （页面存档备份，存于）
  - 12 Compact Handguns Available For Pocket Carry （页面存档备份，存于）
  - 10 Street-Ready Compact Pistols In .380 ACP （页面存档备份，存于）
  - 25 Proven and Popular Concealed Carry Handguns （页面存档备份，存于）
- YouTube上的Video of operation
- YouTube上的Video of operation
- YouTube上的Video of operation
- YouTube上的Video of operation